# Децима (міфологія)

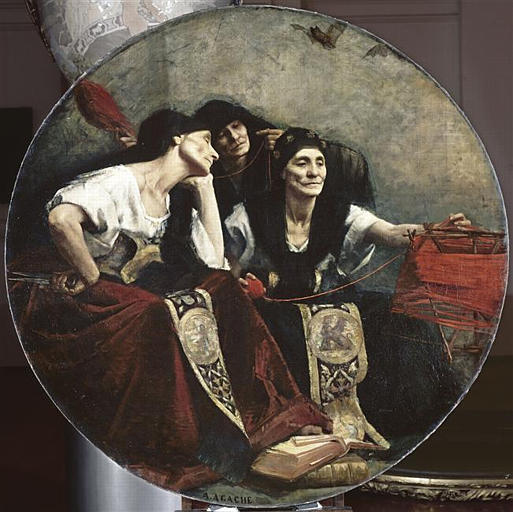
Децима праворуч вимірює окнитку життя біля інших пар

Децима була однією з трьох парок в римській міфології. Парки відомі в англійській мові як Fates. Богиня-парка Нона відповідала за вагітність, Децима — за вимірювання тривалості життя людини, а Морта — за нагляд за смертю. Вони розподіляють між людьми все хороше і погане в житті, і, згідно з деякими класичними творами, навіть Юпітер був змушений підкоритися їхній волі. Децима вимірювала нитку життя своїм жезлом, як і її грецький еквівалент Лахесіс. За деякими свідченнями, її матір'ю була богиня ночі Нікс, а батьком — бог темряви Скит; в той час як за іншими свідченнями, її батьками були Юпітер і Феміда.